# Plegapteryx anomalus
Plegapteryx anomalus là một loài bướm đêm trong họ Geometridae.